# Quincula lobata
Quincula es un género monotípico de plantas en la familia de las Solanáceas. Su única especie, Quincula lobata, se encuentra en México y EE. UU..

## Descripción
Es un arbusto, perennifolio que alcanza un tamaño de 5 a 15 cm de altura y unos 90 centímetros de diámetro. Las hojas gris-verdosas se dispones de forma alterna, siendo su lámina oblongo-lanceolada a espatulada o elíptica. Las flores son de color azul - violeta con un color púrpura oscuro que irradia desde el centro para formar una forma de estrella.

## Taxonomía
Withania somnifera fue descrita por (Torr.) Raf. y publicado en Atlantic Journal 1(4): 145, en el año 1832.
Sinonimia
- Physalis lobata Torr. basónimo
- Quincula lepidota A.Nelson[2]